# Trofim Kolomiets
Trofim Kalinovich Kolomiets (en russe : Трофим Калинович Коломиец) (28 septembre 1894 - 4 avril 1971) était un lieutenant général (1943) soviétique.

## Biographie
Il s'enrôle dans l'armée en 1915 lors de la Première Guerre mondiale.
En 1919, il rejoint l'Armée rouge, il combat comme commandant de régiment sur le front sud lors de la guerre civile.
Diplômé de l'Académie militaire en 1927, de l'Académie militaire Frounzé en 1934 et des cours de l'Académie militaire de l'état-major général l'Armée rouge en 1941.
En novembre 1939 il est nommé commandant du 32e corps d'infanterie en Transbaïkalie.

### Seconde Guerre mondiale
Peu avant le déclenchement des hostilités la 16e Armée, à laquelle appartient l'unité de Kolomiets, est envoyée en Ukraine et participe début juillet à la bataille de Smolensk (1941).
Il est ensuite affecté, en juillet 1941, à la défense de la Crimée comme commandant adjoint de la 51e Armée, dont il devient commandant en juillet 1942 peu après la défaite de la péninsule de Kertch face aux troupes de Manstein.
Les restes de l'armée de Kolomiets sont évacués vers le Kouban et affecté au front nord Caucase puis, à partir du 1er août 1942 au flanc sud du front front de Stalingrad, qui devient le front du sud est le 6 août 1942. Incapable de stopper l'élan de la IV. Panzerarmee il sera rétrogradé en octobre 1942 pour devenir commandant du 54e Corps d'infanterie.
Il participe à ce poste aux opérations sur le Mious, dans le Donbass, autour de Melitopol, en Biélorussie et en province de Prusse-Orientale.

### Après guerre
Après la guerre il est chef d'état major de la 57e puis de la 9e Armée mécanisée.
Il prit sa retraite en 1948.